# Францоти, Радойка
Радойка Францоти (хорв. Radojka Francoti; род. 20 августа 1952, Горни Карин) — югославская легкоатлетка, выступавшая в прыжках в длину. Участница летних Олимпийских игр 1972 и 1976 годов.

## Биография
Радойка Францоти родилась 20 августа 1952 года в югославском посёлке Горни Карин (сейчас часть города Обровац в Хорватии).
Выступала в легкоатлетических соревнованиях за «Задар».
В 1972 году вошла в состав сборной Югославии на летних Олимпийских играх в Мюнхене. В прыжках в длину заняла в квалификации 25-е место, показав результат 6,02 метра — на 28 сантиметров меньше норматива, дававшего право выступить в финале.
В 1976 году вошла в состав сборной Югославии на летних Олимпийских играх в Монреале. В прыжках в длину заняла в квалификации 26-е место, показав результат 5,83 — на 47 сантиметров меньше норматива, дававшего право выступить в финале.

## Личный рекорд
- Прыжки в длину — 6,55 (1973)[1]